# Aeroportul Burns Lake
Aeroportul Burns Lake (IATA: YPZ, ICAO: CYPZ) este un aeroport din Columbia Britanică, Canada.
Situat la o altitudine de 714 m, aeroportul dispune de o singură pistă.